# Paul Thompson (basket-ball)
Paul Thompson, né le 25 mai 1961 à Smyrna, est un joueur américain de basket-ball.

## Biographie

### Son parcours aux États-Unis (1979-1986)
Le jeune joueur du collège de Peabody fait le saut dans le monde du basket-ball en 1979. En effet, Paul Thompson opte pour l'Université Tulane pour évoluer en National Collegiate Athletic Association (NCAA). Il y fait ses gammes et compile en moyenne plus de 15 points par matchs. Il est repéré par les scouts de National Basketball Association (NBA) et de la Continental Basketball Association (CBA) ce qui lui vaut une 50e position au troisième tour de la Draft 1983 de la NBA (il est aussi drafté par la CBA) par les Cavaliers de Cleveland. Lors de sa seconde saison à Cleveland, Paul Thompson fait partie d'un échange qui l'envoie chez les Bucks de Milwaukee pour la fin de saison 1984-1985. Libéré par les Bucks lors de la pré-saison, il signe en tant que agent libre (ou free agent), avec les 76ers de Philadelphie pour la saison 1985-1986, saison où il prend part qu'à 23 rencontres.
En 1986, il retrouve un club en CBA, La Crosse Catbirds. Dorénavant, Paul Thompson pense à l'Europe pour la suite de sa carrière professionnelle.

### Son parcours en Europe (1986-1999)
Les dirigeants du Cercle Saint-Pierre Limoges sous l'influence de Didier Rose, recrute le jeune prospect pour la saison 1986-1987. Avec Limoges, Paul Thompson montre son talent de marqueur en marquant notamment 60 points face au Mulhouse BC. Les Verts (joueurs du CSP Limoges) atteignent grâce à Paul Thompson la finale de la Coupe Korać, et celle du championnat de France. Cependant celles-ci se soldent toutes les deux par une défaite, face à Barcelone en coupe Europe et face à Orthez en championnat. Toutefois, Paul Thompson ne satisfait pas pleinement les attentes du CSP. Il se dirige vers le club hollandais de Den Bosch et retrouve une stabilité. En Hollande, il remporte un premier titre en gagnant le championnat de Hollande (1987-1988). Le FC Barcelone qui l'avait déjà rencontré en finale de la Coupe Korać avec le CSP, le recrute dans son armada lors de la saison 1989-1990. Puis en 1990, Paul Thompson part pour la Sardaigne avec le club de Sassari qui évolue alors en Lega 1. Après deux saisons en Italie, il choisit d'aller en Israël, au Bnei Hertzelia (en 1992) où il remporte en 1995, la Coupe d'Israël. Sa carrière se termine dans un premier temps au Maccabi Ra’anana (1995-1998) et enfin dans un dernier temps au Maccabi Ramat Gan (1998-1999).

## Palmarès
- 1986-1987 : Finaliste de la Coupe Korać avec Limoges
- 1987-1988 : Champion des Pays-Bas avec Den Bosch
- 1994-1995 : Vainqueur de la Coupe d'Israël avec Bnei Hertzelia